# FA Women's Cup
Football Association Women's Challenge Cup Competition, oftest kaldt FA Women's Cup, er kvindernes hoved pokalturnering i engelsk fodbold, den er designet på samme måde som mændenes FA Cup.

## Liste over finaler
Finaler til nu:
| Sæson | Vindere           | Resultat              | Toere                | Målscorere                                                                                     | Stadion                               |
| ----- | ----------------- | --------------------- | -------------------- | ---------------------------------------------------------------------------------------------- | ------------------------------------- |
| 1971  | Southampton       | 4–1                   | Stewarton Thistle    | Southampton: Davies (3), Cassell                                                               | Crystal Palace National Sports Centre |
| 1972  | Southampton       | 3–2                   | Lee's Ladies         | Southampton: Judd (2), Lopez                                                                   | Eton Park Tilskuere: 1.500            |
| 1973  | Southampton       | 2–0                   | Westthorn United     | Kenway, Hale                                                                                   | Bedford Town FC Tilskuere: 3.000      |
| 1974  | Fodens            | 2–1                   | Southampton          |                                                                                                | Bedford Town FC                       |
| 1975  | Southampton       | 4–2                   | Warminster           |                                                                                                | Dunstable Town FC                     |
| 1976  | Southampton       | 2–1 e.f.s.            | QPR                  | QPR: Margaret “Paddy” McGroarty                                                                | Bedford Town FC Tilskuere: 1.500      |
| 1977  | QPR               | 1–0                   | Southampton          | Staley                                                                                         | Champion Hill Tilskuere: 3.000        |
| 1978  | Southampton       | 8–2                   | QPR                  | Southampton: Pat Chapman (6)                                                                   | Slough Town FC                        |
| 1979  | Southampton       | 1–0                   | Lowestoft            | Pat Chapman                                                                                    | Waterlooville FC Tilskuere: 1.200     |
| 1980  | St Helens         | 1–0                   | Preston North End    |                                                                                                |                                       |
| 1981  | Southampton       | 4–2                   | St Helens            |                                                                                                | Knowsley Road                         |
| 1982  | Lowestoft         | 2–0                   | Cleveland Spartans   | Linda Curl, Angela Poppy                                                                       | Loftus Road                           |
| 1983  | Doncaster Belles  | 3–2                   | St Helens            |                                                                                                | Sincil Bank                           |
| 1984  | Howbury Grange    | 4–2                   | Doncaster Belles     |                                                                                                | Sincil Bank                           |
| 1985  | Friends of Fulham | 2–0                   | Doncaster Belles     |                                                                                                | Craven Cottage                        |
| 1986  | Norwich           | 4–3                   | Doncaster Belles     | Norwich: Linda Curl, Miranda Colk, Sallie Jackson, Marianne Lawrence                           | Carrow Road                           |
| 1987  | Doncaster Belles  | 2–0                   | St Helens            |                                                                                                | City Ground                           |
| 1988  | Doncaster Belles  | 3–1                   | Leasowe Pacific      |                                                                                                |                                       |
| 1989  | Leasowe Pacific   | 3–2                   | Friends of Fulham    |                                                                                                | Old Trafford Tilskuere: 941           |
| 1990  | Doncaster Belles  | 1–0                   | Friends of Fulham    | Coultard 61'                                                                                   | Baseball Ground Tilskuere: 3.000      |
| 1991  | Millwall          | 1–0                   | Doncaster Belles     | Baldeo 65'                                                                                     | Prenton Park Tilskuere:4.000          |
| 1992  | Doncaster Belles  | 4–0                   | Red Star Southampton |                                                                                                | Prenton Park                          |
| 1993  | Arsenal           | 3–0                   | Doncaster Belles     | Curley 45', Ball 45', Bampton 80'                                                              | Manor Ground, Oxford Tilskuere: 3.547 |
| 1994  | Doncaster Belles  | 1–0                   | Knowsley United      | Walker 38'                                                                                     | Glanford Park Tilskuere: 1.674        |
| 1995  | Arsenal           | 3–2                   | Liverpool            |                                                                                                | Prenton Park                          |
| 1996  | Croydon           | 1–1 a.e.t. (3–2 str.) | Liverpool            | Liverpool: Burke 22' Croydon: Powell 38'                                                       | The New Den Tilskuere: 2.110          |
| 1997  | Millwall          | 1–0                   | Wembley              | Waller 51'                                                                                     | Upton Park Tilskuere: 3.015           |
| 1998  | Arsenal           | 3–2                   | Croydon              | Arsenal: Spacey 17', Yankey 52', Few 90+3 Croydon: Broadhurst (str) 10', Powell 55'            | The New Den                           |
| 1999  | Arsenal           | 2–0                   | Southampton Saints   | Hayes (o.g) 14', Wheatley 41'                                                                  | The Valley Tilskuere: 6.450           |
| 2000  | Croydon           | 2–1                   | Doncaster Belles     | Croydon: C.Walker 40', G.Hunt 67' Doncaster: Exley 40'                                         | Bramall Lane Attendance: 3,434        |
| 2001  | Arsenal           | 1–0                   | Fulham               | Banks 52'                                                                                      | Selhurst Park Tilskuere: 13.824       |
| 2002  | Fulham            | 2–1                   | Doncaster Belles     | Fulham: Yankey 55', Chapman 56' Doncaster: Handley 58'                                         | Selhurst Park Tilskuere: 10.124       |
| 2003  | Fulham            | 3–0                   | Charlton Athletic    | Moore 18', Hills (o.g) 36', Williams (o.g) 61'                                                 | Selhurst Park Tilskuere: 10.389       |
| 2004  | Arsenal           | 3–0                   | Charlton Athletic    | Fleeting (3) 23', 25', 83'                                                                     | Loftus Road Tilskuere: 12.244         |
| 2005  | Charlton Athletic | 1–0                   | Everton              | Aluko 58'                                                                                      | Upton Park Tilskuere: 8.567           |
| 2006  | Arsenal           | 5–0                   | Leeds United         | Ward (o.g) 3', Fleeting 34', Yankey 35', Smith (str.) 73', Sanderson 77'                       | The New Den Tilskuere: 13.452         |
| 2007  | Arsenal           | 4–1                   | Charlton Athletic    | Charlton: Holtham 2' Arsenal: Smith 7', 80', Ludlow 15', 45'                                   | City Ground Tilskuere: 24.529         |
| 2008  | Arsenal           | 4–1                   | Leeds United         | Arsenal: Smith 54', 83', Ludlow 59', Sanderson 60' Leeds: Clarke 69'                           | City Ground Tilskuere: 24.582         |
| 2009  | Arsenal           | 2–1                   | Sunderland           | Arsenal: Chapman 32', Little 90' Sunderland: McDougall 90'                                     | Pride Park Stadium Tilskuere: 23.291  |
| 2010  | Everton           | 3–2 a.e.t.            | Arsenal              | Arsenal: Little (str.) 43', Fleeting 54' Everton: Dowie 16', 119', White (selvmål) 45'+2'      | City Ground Tilskuere: 17.505         |
| 2011  | Arsenal           | 2–0                   | Bristol Academy      | Little 19', Fleeting 32'                                                                       | Ricoh Arena Tilskuere: 13.885         |
| 2012  | Birmingham City   | 2–2 a.e.t. (3–2 str.) | Chelsea              | Birmingham City: Williams 90', Carney 111' Chelsea: Lander 69' Longhurst 101'                  | Ashton Gate Tilskuere: 8.723          |
| 2013  | Arsenal           | 3–0                   | Bristol Academy      | Houghton 2' Nobbs 72' White 90'                                                                | Keepmoat Stadium Tilskuere: 4.988     |
| 2014  | Arsenal           | 2–0                   | Everton              | Smith 15' Kinga 61'                                                                            | Stadium MK Tilskuere: 15.098          |
| 2015  | Chelsea           | 1–0                   | Notts County         | Ji 39'                                                                                         | Wembley Stadium Tilskuere: 30.710     |
| 2016  | Arsenal           | 1–0                   | Chelsea              | Carter 18'                                                                                     | Wembley Stadium Tilskuere: 32.912     |
| 2017  | Manchester City   | 4–1                   | Birmingham City      | Manchester City: Bronze 18' Christiansen 25' Lloyd 32' Scott 80' Birmingham City: Wellings 73' | Wembley Stadium Tilskuere: 35.271     |
| 2018  | Chelsea           | 3–1                   | Arsenal              | Chelsea: Bachmann 48', 60' Kirby 76' Arsenal: Miedema 73'                                      | Wembley Stadium Tilskuere: 45.423     |
| 2019  | Manchester City   | 3–0                   | West Ham United      | Walsh 52' Stanway 81' Hemp 88'                                                                 | Wembley Stadium Tilskuere: 43.264     |